# فيكتور سادا
فيكتور سادا (بالإسبانية: Víctor Sada)‏ مواليد 8 مارس 1984 في بادالونا، كتالونيا، إسبانيا، هو لاعب كرة سلة إسباني بدأ مسيرته الاحترافية في سنة 2002 يلعب في الدوري الإسباني لكرة السلة ويحمل الرقم 7. يبلغ طوله 6 قدم 3.75 بوصة (1.9 م). مثّل منتخب بلاده. شارك في مسابقة كرة السلة في الألعاب الأولمبية الصيفية.

## فرق لعب لها
- نادي برشلونة لكرة السلة

## الميداليات
| الميدالية | المسابقة                                           |
| --------- | -------------------------------------------------- |
| فضية      | كرة السلة في الألعاب الأولمبية الصيفية 2012 – رجال |
| ذهبية     | بطولة أمم أوروبا لكرة السلة 2011                   |

## روابط خارجية
- فيكتور سادا على موقع الاتحاد الدولي لكرة السلة (الإنجليزية)
- فيكتور سادا على موقع الدوري الأوروبي لكرة السلة (الإنجليزية)
- فيكتور سادا على موقع الدوري الإسباني لكرة السلة (الإسبانية)
- فيكتور سادا على موقع كرة السلة الأوروبية.كوم (الإنجليزية)
- فيكتور سادا على موقع ريلجم (الإنجليزية)
- فيكتور سادا على موقع بروبوليرز (الإنجليزية)
- فيكتور سادا على موقع سبورتس رفرنس (الإنجليزية)
- فيكتور سادا على موقع أوليمبيديا (الإنجليزية)